# Jakub Lipszyc (rabin)
Jakub Lipszyc, właśc. Jakób Liebschütz (ur. w 1870, zm. w lipcu 1942) – czwarty i ostatni koniński rabin, ofiara zbrodni niemieckich.

## Życiorys
Syn znanego talmudysty – Hillela. Wykształcenie zdobył w Niemczech i Rosji. Oprócz języków żydowskich posługiwał się również rosyjskim, niemieckim oraz polskim.
Od 1906 roku do wybuchu II wojny światowej pełnił funkcję konińskiego rabina. Z racji swego pochodzenia (wywodził się z guberni kowieńskiej) był postrzegany przez innych Żydów za litwaka, a jednocześnie za tolerancyjnego i postępowego rabina. W 1927 roku stanął na czele zarządu konińskiej gminy żydowskiej.
Nie chcąc dopuścić do profanacji szczątków (którym zagrażała powiększająca się żwirownia) spoczywających na terenie starego, od dawna nieużywanego cmentarza żydowskiego w Czarkowie, nakazał ich ekshumację, narażając się ortodoksyjnym Żydom. W 1932 roku skrupulatnie zebrano wszystkie kości do lnianych worków, przewieziono na nowy cmentarz w Koninie i tam złożono w jednej wspólnej mogile. Razem z nimi przeniesiono również kamienne macewy. Dla gminy żydowskiej koszt przetransportowania zmarłych oraz nagrobków był bardzo wysoki – wynosił aż 6368,45 zł.
Jakub Lipszyc mieszkał przed wojną na pierwszym piętrze kamienicy na Placu Zamkowym w Koninie, który przez żydowską społeczność był nazywany Teper Markiem (tłumacząc z języka jidysz jego nazwa oznacza Rynek Garncarski). Jego żoną była Pesa Shlezinger.
W 1940 roku Niemcy deportowali go do Józefowa w powiecie biłgorajskim. Rabin Hersz Majlech Talmud bezskutecznie starał się u lokalnego Judenratu o pomoc finansową dla wysiedlonego z Konina rabina. W lipcu 1942 roku Jakub Lipszyc został zamordowany przez Niemców.